# Emil Toudal
Emil Toudal (født 28. maj 1996 i Rønne) er en cykelrytter fra Danmark, der er på kontrakt hos ColoQuick.

## Karriere
I 2015 skiftede han fra Bornholms Cycle Club til kontineltalholdet Team Almeborg-Bornholm, og kørte sit første år som senior.
22. maj 2021 vandt Toudal karrierens hidtidige største og første sejr i et UCI-løb, da han vandt 4. etape i Europe Tour-løbet Alpes Isère Tour.

## Meritter
2021
1. plads, 4. etape i Alpes Isère Tour
2022
1. plads, 5. etape i International Tour of Hellas
2024
1. plads samlet, Tour du Loir-et-Cher
2025
1. plads, 5. etape i Tour de Bretagne